# Yumi Hotta

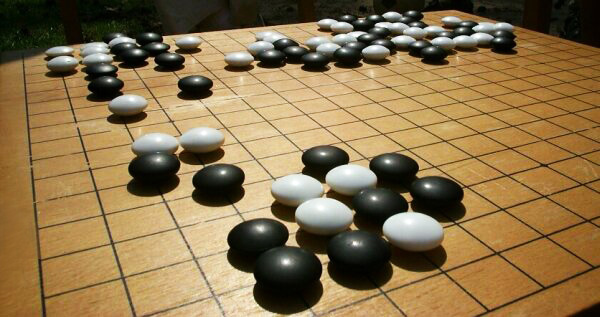
Go Board

Yumi Hotta (堀田由美 Hotta Yumi, más a menudo escrito como ほったゆみ; Prefectura de Aichi, 15 de octubre de 1957) es una artista de manga japonesa.
Es conocida como la autora del manga best-seller y la serie de anime Hikaru no Go, que trata del juego de Go, el manga es ampliamente acreditado por el auge del juego en los años 90 y 2000 en Japón. La idea detrás de Hikaru no Go comenzó cuando Yumi Hotta jugó un juego de Go con su suegro. Ella pensó que sería divertido crear un manga basado en este juego de mesa tradicional, y comenzó el trabajo bajo el título de Nueve Estrellas (九つの星 Kokonotsu no Hoshi), llamado así por los nueve "puntos de la estrella" en un tablero de Go. Más tarde trabajó con Takeshi Obata (el ilustrador) y Yukari Umezawa (el supervisor) en la creación de Hikaru no Go. Ella ganó el Premio Shogakukan Manga (2000) y el Premio Cultural Tezuka Osamu (2003) por Hikaru no Go.
También tuvo una breve serie de manga Yuto (ユート) acerca de Patinaje de velocidad que se publicó en la Weekly Shonen Jump en 2005.
El esposo de Hotta es Kiyonari Hotta (堀田清成 Hotta Kiyonari), otro artista de manga conocido por mangas sobre carreras de caballos. También era conocido como un contribuyente a la Chunichi Shimbun donde ilustró con el seudónimo Yumi Hotta (ほったゆみ Hotta Yumi), por lo que el nombre Yumi Hotta fue famosa incluso antes de Hikaru no Go. Aunque Yumi Hotta estaba a cargo del proyecto Hikaru no Go, en la mayor parte de la serie Yumi Hotta y Kiyonari Hotta trabajaron juntos como un equipo de marido y mujer.
- Datos: Q263303